# مارسيلو كايتانو
مارسيلو كايتانو (بالبرتغالية: Marcelo Caetano‏) هو محامي ومؤرخ وسياسي برتغالي، ولد في 17 أغسطس 1906 في لشبونة في البرتغال، وتوفي في 26 أكتوبر 1980 في ريو دي جانيرو في البرازيل بسبب نوبة قلبية. حزبياً، نشط في National Union (Portugal) ‏. وقد انتخب وزير الخارجية ‏ (6 أكتوبر 1969 – 15 يناير 1970) وانتخب Minister of the Colonies ‏ وانتخب رئيس وزراء البرتغال (27 سبتمبر 1968 – 25 أبريل 1974).

## روابط خارجية
- مارسيلو كايتانو على موقع الموسوعة البريطانية (الإنجليزية)
- مارسيلو كايتانو على موقع مونزينجر (الألمانية)